# Sinacaban

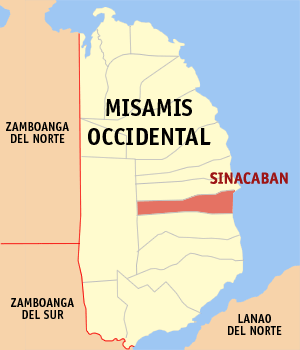
Bản đồ Misamis Occidental với vị trí của Sinacaban

Sinacaban là một đô thị hạng 5 ở tỉnh Misamis Occidental, Philippines. Theo điều tra dân số năm 2000 của Philipin, đô thị này có dân số 16.030 người trong 3.486 hộ.

## Các đơn vị hành chính
Sinacaban được chia ra 17 barangay.
| - Cagay-anon - Camanse - Colupan Alto - Colupan Bajo - Dinas - Estrella - Katipunan - Libertad Alto - Libertad Bajo | - Poblacion - San Isidro Alto - San Isidro Bajo - San Vicente - Señor - Sinonoc - San Lorenzo Ruiz (Sungan) - Tipan |